# Köztisztasági Múzeum
A Köztisztasági Múzeum egy Budapest XV. kerületében lévő szakmúzeum, amely a magyar állami úttisztítás és hulladékgazdálkodás történetét mutatja be.

## Címe
- 1151 Budapest, Mélyfúró u. 10-12. (a Fővárosi Hulladékhasznosító Mű melléképületében)[1]

A múzeum előzetes bejelentkezést követően látogatható.

## Jellemzői
A témakörét tekintve Európában egyedülálló Köztisztasági Múzeumot a Fővárosi Közterület-fenntartó Vállalat (ma: FKF Nonprofit Zrt.) hozta létre 1985-ben.
A múzeum számos nagyméretű munkagépet (pl. kukásautókat, utcaseprő gépeket, locsolókocsikat stb.), és kisebb eszközöket mutat be. A múzeum komoly dokumentumtárral is rendelkezik.
A múzeumot a Köztisztasági Múzeum (FKF Nonprofit Zrt. Budapest, 2020) című kiadvány mutatja be.

## Videófelvételek
- Zöldközelben: A Köztisztasági Múzeum. YouTube